# Thallichtenberg

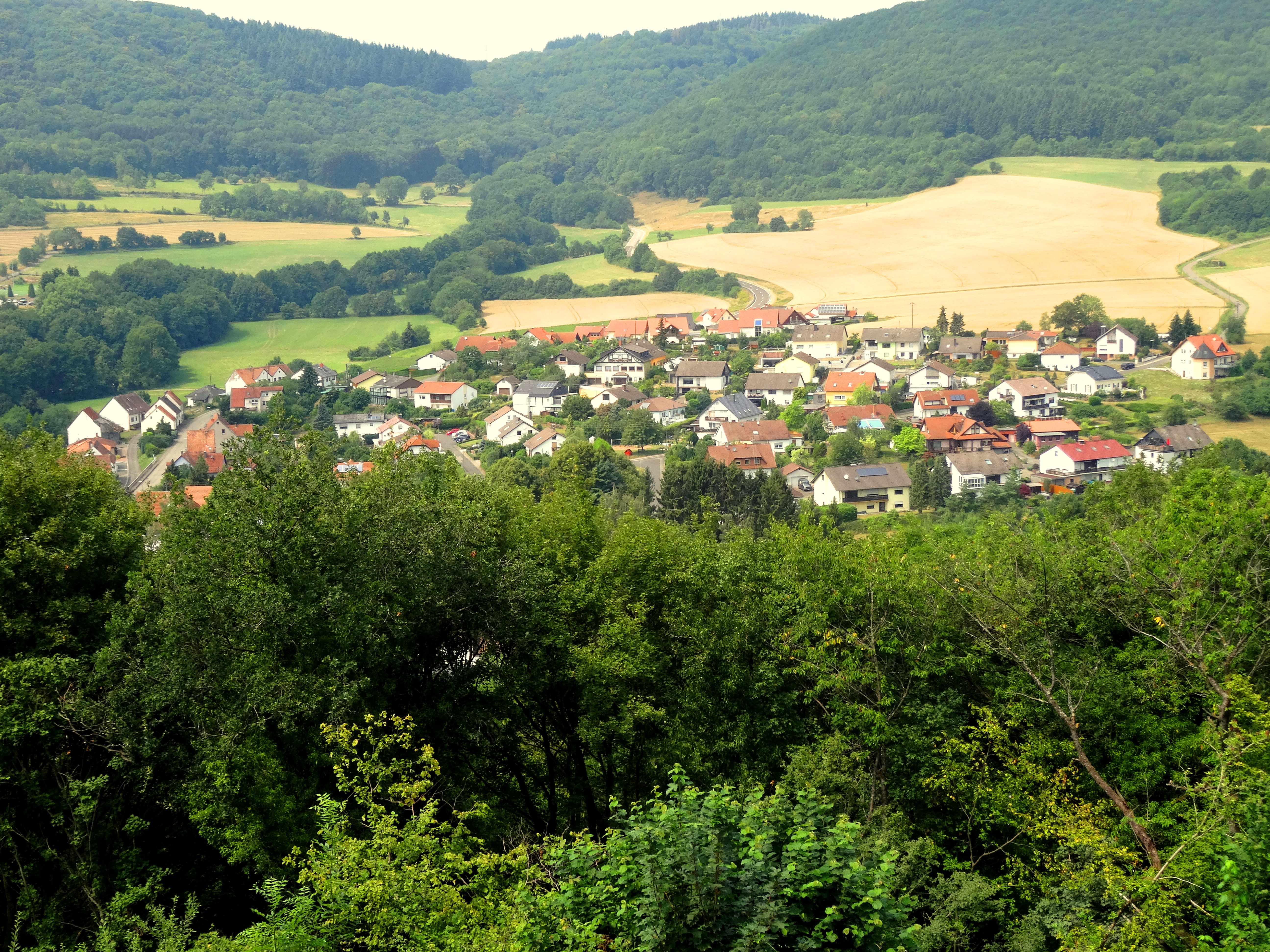
Thallichtenberg aus der Vogelperspektive

Thallichtenberg ist eine Ortsgemeinde im Landkreis Kusel in Rheinland-Pfalz. Sie gehört der Verbandsgemeinde Kusel-Altenglan an und liegt im Kuseler Musikantenland in der Westpfalz.

## Geografie

### Lage
Thallichtenberg liegt in einer Tallage auf rund 300 m ü. NHN im Nordpfälzer Bergland innerhalb dessen Teilbereich Kuseler Bergland. Der Ort wird im Südosten von der Ruine der Burg Lichtenberg überragt, die auf einem Sporn in 394 m ü. NHN liegt. Nachbargemeinden sind – im Uhrzeigersinn – Körborn, Ruthweiler, Pfeffelbach, Berschweiler bei Baumholder, Mettweiler und Baumholder.

### Erhebungen
Nordwestlich des Ortes erhebt sich die Hügelkette von Mittelberg (550 m ü. NHN), Spitzeberg (578 m ü. NHN) und Stolzberg (557 m ü. NHN). Im Süden unmittelbar an der Grenze zu Pfeffelbach erhebt sich der 442,5 Meter hohe Niederberg.

### Gewässer
Der Ort wird vom Bisterbach – auf einigen Karten alternativ Hesselbach genannt – durchflossen, der unweit südlich des Ortes auf 285 m ü. NHN () in den Pfeffelbach mündet.

## Geschichte
Im Jahre 1816 kamen Thallichtenberg und Burglichtenberg zum Fürstentum Lichtenberg, einer neugeschaffenen Exklave des Herzogtums Sachsen-Coburg-Saalfeld beziehungsweise ab 1826 des Herzogtums Sachsen-Coburg und Gotha. Mit diesem fielen sie 1834 an Preußen, das aus diesem Gebiet den Landkreis Sankt Wendel schuf. 1910 wurde Burglichtenberg nach Thallichtenberg eingemeindet. Nach der Abtrennung des Hauptteils des Kreises an das neugeschaffene Saargebiet entstand 1920 der Restkreis Sankt Wendel-Baumholder, zu dem Thallichtenberg bis 1937 gehörte, als es in den Landkreis Birkenfeld eingegliedert wurde.
Nach dem Zweiten Weltkrieg wurde Thallichtenberg innerhalb der französischen Besatzungszone Teil des damals neu gebildeten Landes Rheinland-Pfalz. Im Zuge der ersten rheinland-pfälzischen Verwaltungsreform wurde die Gemeinde 1969 in den Landkreis Kusel umgegliedert. Drei Jahre später wurde der Ort Teil der neu geschaffenen Verbandsgemeinde Kusel, seit 2018 gehört Thallichtenberg zur Verbandsgemeinde Kusel-Altenglan.

## Politik

### Bürgermeister
Annika Süssel wurde im Juni 2019 Ortsbürgermeisterin von Thallichtenberg. Bei der Direktwahl am 26. Mai 2019 war sie mit einem Stimmenanteil von 59,70 Prozent für fünf Jahre gewählt worden.
Sie wurde im Juni 2024 wiedergewählt.
Vorgänger von Annika Süssel war ihr im Januar 2020 verstorbener Vater Heinz Süssel, der das Amt von 2004 bis 2019 ausübte.

### Wappen
| Wappen von Thallichtenberg | Blasonierung: „In geteiltem Schild oben in Silber ein wachsender, rotbewehrter und -bezungter, blauer Löwe, unten von Grün und Silber dreifach geteilt, auf den grünen Balken fünf silberne Kugeln 3:2.“ |
| Wappen von Thallichtenberg | |

## Kultur und Sehenswürdigkeiten

### Kulturdenkmäler

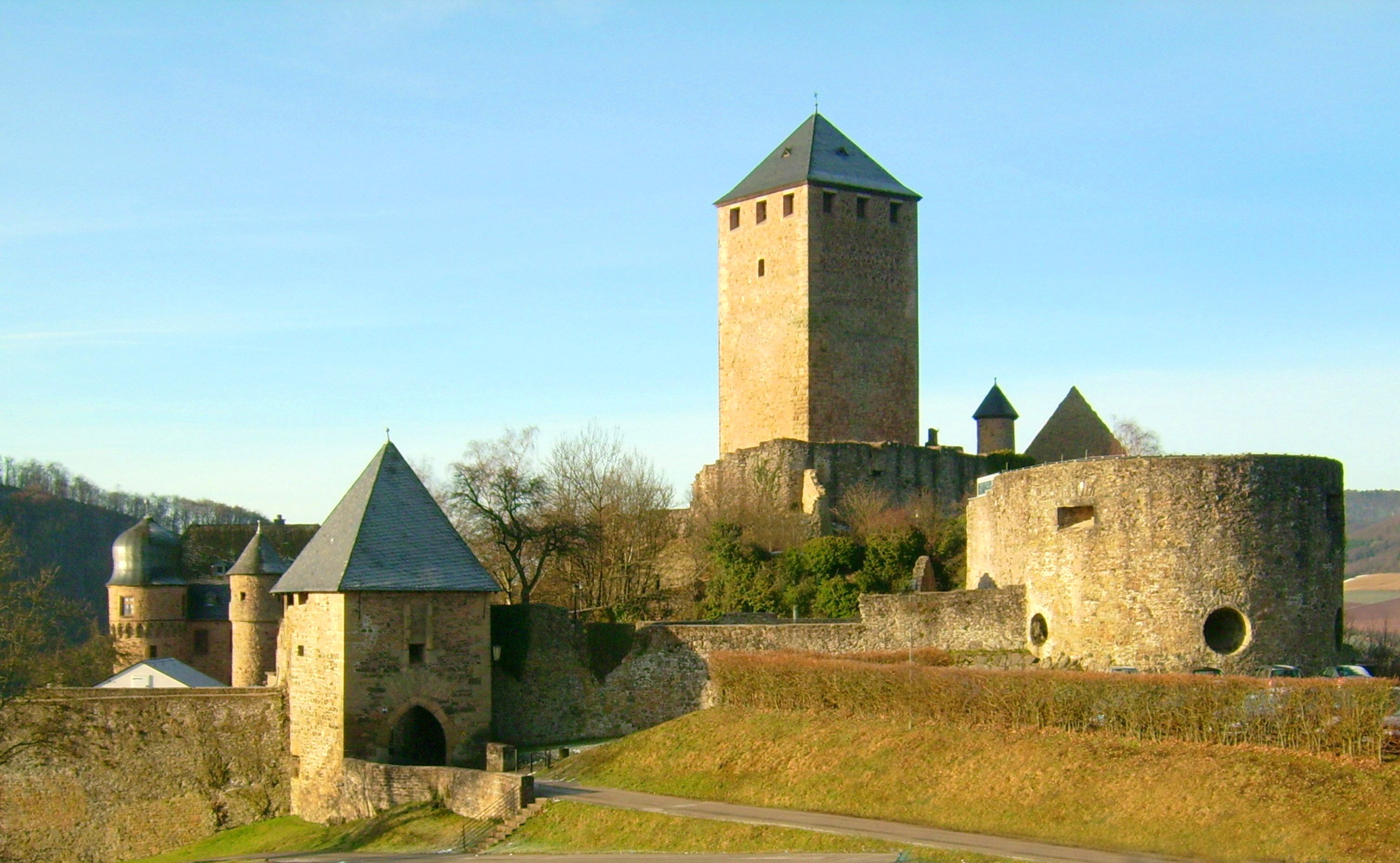
Denkmalzone Burg Lichtenberg

Die Burg Lichtenberg, die mit 425 Metern Länge die größte Burgruine in Deutschland ist, und der Jüdische Friedhof sind als Denkmalzonen ausgewiesen. Auf der Burg Lichtenberg befinden sich das Musikantenland-Museum sowie das Urweltmuseum Geoskop, das eine Außenstelle des Bad Dürkheimer Pfalzmuseums für Naturkunde darstellt.
Mit der evangelischen Kirche existiert zudem ein Einzelobjekt, das unter Denkmalschutz steht.

### Sonstige Bauwerke
Im Einzugsgebiet der Gemeinde befand sich einst die Burg Wadenau; ihr genauer Standort wurde bislang nicht lokalisiert.

### Natur
Mit einer Fichte existiert im Gemeindegebiet ein Naturdenkmal.

### Vereine
Vor Ort existiert der TSG Burglichtenberg, der Fußball anbietet.

## Wirtschaft und Infrastruktur

### Verkehr

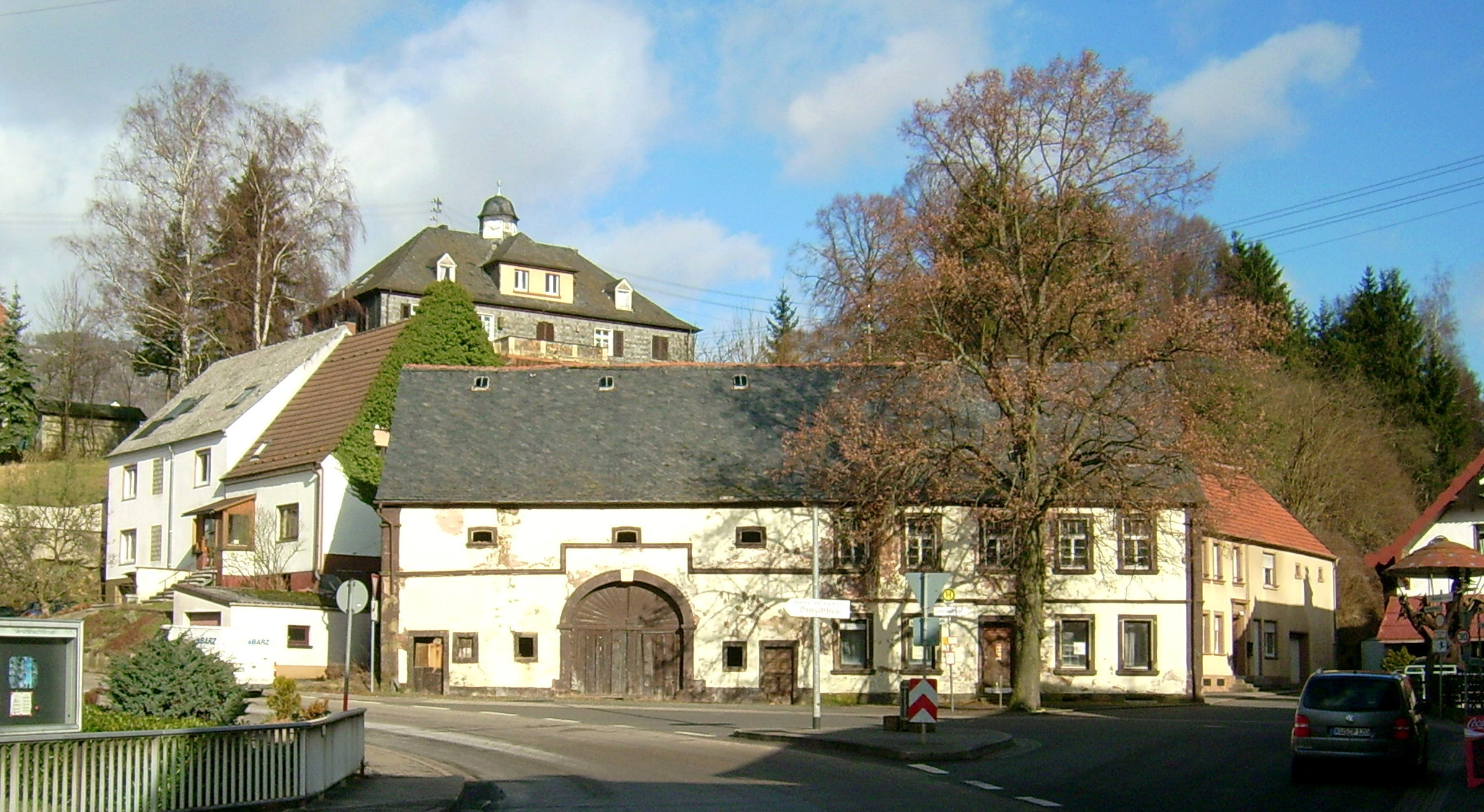
Straße innerhalb von Thallichtenberg

Mitten durch den Ort verläuft Landesstraße 176, in die am südlichen Siedlungsrand in die Landesstraße 349 mündet. Die Kreisstraße 23 stellt außerdem eine Verbindung nach Oberalben her. Im Süden verläuft die A 62. Die Buslinie 292 stellt eine Verbindung nach Kusel und Freisen her.
1936 wurde die Bahnstrecke Türkismühle–Kusel eröffnet, an die Thallichtenberg ein Bahnhof anschloss, der sich jedoch bereits auf der Gemarkung von Pfeffelbach befand. 1959 wurde er zu einem Haltepunkt herabgestuft. Der Personenverkehr endete 1964, der Güterverkehr zwei Jahre später. 1971 wurde die Strecke abgebaut. Der nächste Bahnhof befindet sich heute in Kusel. Dieser Bahnhof liegt an der Bahnstrecke Landstuhl–Kusel.

### Tourismus
Durch Thallichtenberg verlaufen der Saar-Glan-Weg und der Fritz-Wunderlich-Weg. An der Burg Lichtenberg beginnen der mit einem roten Kreuz markierte Fernwanderweg Franken-Hessen-Kurpfalz und ein Wanderweg, der mit einem gelb-roten Balken gekennzeichnet ist.

## Persönlichkeiten

### Söhne und Töchter der Gemeinde
- Christian Dingert (* 1980), Fußballschiedsrichter

### Personen, die vor Ort gewirkt haben
- Anita Stangl (* 1966), Unternehmerin und Schachspielerin, wurde bei der vor Ort stattfindenden deutschen Blitzmeisterschaft der Frauen 1987 Vizemeisterin
- Philipp Hoffmann (* 1992), Fußballspieler, spielte in seiner Jugend beim örtlichen Fußballverein
- Anni Schummel, seit 2004 Inhaberin der Freiherr-vom-Stein-Plakette